# 受動的攻撃行動
受動的攻撃行動（じゅどうてきこうげきこうどう、英語: Passive-aggressive behavior、パッシブ・アグレッシブ）とは、受け身的な敵対行動と直接的コミュニケーションの回避によって特徴付けられる行動パターンである。

## 概要
するべき行動をあえてしないことは、典型的な受動的攻撃の戦略である（用事に遅刻してくる、反応が期待されている時に沈黙する、知らないふりをする、重要な情報の隠蔽等）。表面的には無害なのに相手に攻撃されたと感じさせる言葉や、言葉では賛成するが否定的な態度を取るといった言動不一致（ダブルバインド）、誠意のない謝罪等も受動的攻撃行動にあげられる。このような行動を取ることで、時に相手から抗議され、苛立ちや混乱を引き起こす。受動的攻撃行動を受ける人は、自分の認識と加害者が言うことが一致せず、不安を覚えることがある。受動的攻撃行動は、遠回しの攻撃、間接的な攻撃であるが、必ずしも直接的な攻撃より穏当なやり方というわけではない。心理学者によると、受動的攻撃的コミュニケーションの根底にあるのは、直接的な衝突に対する恐怖心・回避したい気持ち、無力感、不安である。  
受動的攻撃行動は、第二次世界大戦中にウィリアム・C・メニンガー大佐によって、軍隊のコンプライアンスに対する人間の反応という文脈で、初めて臨床的に定義された。メニンガーは、公然と反抗するわけではないが、不機嫌、頑固さ、先延ばし、あえて非効率な手段を取ること、受け身での妨害行為などの受動的な手段を用いて、市民的不服従（彼が「攻撃性」と呼んだもの）を示した兵士について説明した。メニンガーはこれを、「未熟さ」と「日常的な軍のストレス」に対する反応と見なしていた。
ハーバード・ケネディスクールのジェンダー・アクション・ポータルが実施した調査によると、女性は男性と同様に自己主張的に行動し話す能力はあるが、男性より場の状況に意識的であることがわかった。そのため多くの女性は、職場で自分のニーズを表現することに消極的になると、受動的攻撃的なコミュニケーションに陥りやすい立場に置かれている可能性があるという。率直なコミュニケーションは、女性のジェンダーのステレオタイプ（所謂女らしさ）に反しているため、「能力を発揮し自己主張する」「自己主張を控えて場を取り持つ」という「自己主張のダブルバインド」は女性にとって、どの程度率直に自己主張しコミュニケーションすべきかという課題にもなっている。

## 応用

### 心理学
受動攻撃性パーソナリティ障害とは、ため息や仕事を振らない、無視など不機嫌な気持ちになると受け身的なやりかたで攻撃感情を表現し、あてつけや抵抗を示すために、対人関係に広く支障をきたしてしまうというものである。『精神障害の診断と統計マニュアル』第4版（DSM-4）では、これらの対人様式が固定化され、適切な要求に対して、拒否的な態度や受身的な反抗をとるという様式を伴っていると説明されている。
DSM-5では、受動攻撃性パーソナリティ障害はパーソナリティ障害の病型（10種類）に含まれていない。DSM-5の出版で、この語句もラベルも使用されなくなり、この診断はほとんど無視されるようになった。DSM-5でこれと同等のものは「他のパーソナリティ障害（other specified personality disorder and unspecified personality disorder）」であり、受動攻撃性パーソナリティ障害の診断基準案に当てはまる人は一般的なパーソナリティ障害の基準を満たすかもしれないが、その状態はDSM-5の分類にはない。
受動的攻撃性（パーソナリティ障害）は、 DSM-3-R（第3版改訂版）では第2軸のパーソナリティ障害として記載されていたが、論争があり、将来の版でこうした行動をどのように分類するかさらに研究が必要であったため、DSM-4では研究用案として付録B（「今後の研究のための基準案と軸」）に移された。DSM-4によると、受動攻撃性パーソナリティ障害を持つ人は、「しばしばあからさまに両価（アンビバレンス）性があり、ある行動方針からその反対へと、どっちつかずに揺れ動く。彼らは、他者との果てしない口論や自分自身への失望を引き起こすような、不規則な行動をとることもある」。彼らの特徴は、「他者への依存と自己主張への欲求との間の激しい葛藤」である。表面的には虚勢を張って見せるが、非常に自信がないことが多く、他者は彼らに反感と否定的な反応を示す。この診断は、こうした行動が大うつ病（重度のうつ病）エピソードの期間中に示された場合や気分変調性障害に起因しうる場合には行われないとされた。

#### 歴史
1952年のDSM-1の最初の版では、「受動的攻撃性パーソナリティ」の下に「受動的-攻撃的」、「受動的-依存的」、「攻撃的」の3つのタイプが一緒に記載されており、この3つのタイプは、不安に対する「精神神経症的反応」という同じ病理の現れとみなされていた。
1987年のDSM-3-Rでは、特に「先延ばしやクヨクヨと（あえて）と時間を無駄にするため、洗濯をしなかったり、台所に食料を備蓄しなかったりする」ことによって特徴づけられるとされた。
DSM-5では追加されなかったが、その理由としては、診断の妥当性を示す根拠が乏しいこと、診断基準の内的整合性が乏しいことなどが挙げられる。

#### DSM-4-TR（第4版改訂版）の研究用基準案
権威ある者との問題などは、子どもの場合には反抗挑戦性障害と診断されるが、ここで提案された案は、大人の場合のみ考慮されるものである。非適応的で、臨床的に著しい苦痛や機能の障害を呈している必要がある。
ICD
ICD-10精神と行動の障害においては、F60.8他の特定のパーソナリティ障害において、単に受動的-攻撃的を含む、とその名称が示されているのみである。

### 対立する理論
受動的攻撃行動と呼ばれるような行動は、社会学の理論である紛争理論では、慎重に覆い隠された意図的で積極的な敵対行為とされ、自己主張的でない受動的抵抗とは性格が明らかに異なるため、コソコソした意地悪（catty）と表現する方が近いとされる。